# 奚同庚
奚同庚（1936年—），男，江苏常熟人，中国无机非金属材料专家，曾任中国科学院上海硅酸盐研究所研究员、博士生导师。